# Petriera
La petriera, chiamata anche petriere, petriero o cannone petriero (dal greco-latino petra, "pietra"), indica genericamente una qualunque arma d'assedio o d'artiglieria che usa come  proiettile una pietra, opportunamente sagomata.
Tra le armi d'assedio non da fuoco, sono inclusi il trabucco, il mangano, l'Onagro e simili. L'arma d'artiglieria era generalmente un mortaio di grosso calibro, configurato per il lancio di pietre. Poteva essere ad avancarica o a retrocarica; era montato anche su imbarcazioni da guerra.

## La petriera medievale

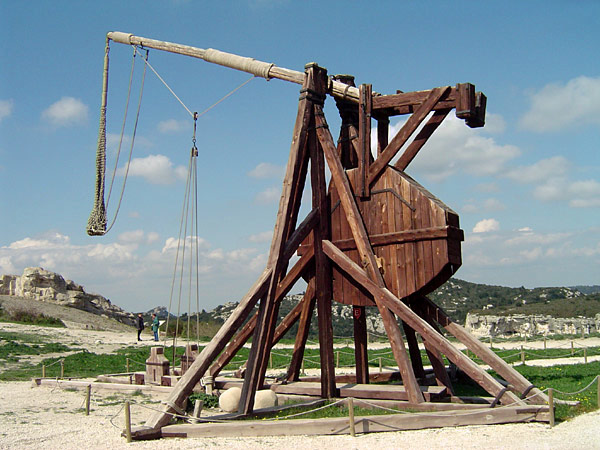
Trabucco a Château des Baux, Francia

La versione in uso nell'età moderna aveva un omonimo medievale, «una grande fionda con un lungo braccio imperniato in cima ad un palo conficcato nel terreno e qualche uomo che tirasse delle corde per far ruotare il braccio» – in pratica, un pezzo di artiglieria simile al trabucco, come quest'ultimo costruito in legno, ma di minori dimensioni.
Relativamente a questo tipo di petriera, abbiamo notizie di una sua origine cinese, intorno al VI secolo d.C.. Lo strumento giunse quindi in Europa verso il IX secolo, per il tramite di Arabi e Bizantini e si diffuse nella zona mediterranea nel  XII secolo, per rimanervi in uso per parecchi secoli.

## La petriera moderna
La petriera in uso a partire almeno dal Cinquecento – di cui abbiamo testimonianze in area veneziana – è invece simile a un cannone o a un mortaio: come questi, è realizzata con una fusione di ferro, ma «il cannone petriero era molto più corto e leggero dei cannoni e colubrine suoi pari calibro. La canna era alquanto più sottile e la “camera”, la porzione interna dove si collocava la carica di lancio, era di calibro inferiore». Il suo calibro spazia mediamente tra le 30 e le 300 libbre.